# アフマド・アル＝ミルガニー
アフマド・アル＝ミルガニー（アラビア語: أحمد الميرغني, ラテン文字転写: Ahmed al-Mirghaniアフマド・アル＝ミールガニー, 1942年8月16日 - 2008年11月2日）は、スーダンの政治家。同国第5代国家元首。1989年、オマル・アル＝バシールによる軍事クーデターにより辞任に追い込まれた。

## 生い立ち
1942年、イスラム教の預言者・ムハンマドの子孫として認められた由緒ある家系に生まれる。
その後、ロンドン大学で経済学博士を取得した。卒業後は外交官として働き、駐エジプト大使を務めるなどした。
1985年、暫定軍事評議会議長として事実上の国家元首の地位にあったアブドゥッラフマーン・スワール・アッ＝ザハブが民政移管を発表した。これを機にミルガニーは統一民主党 (DUP)を率いて翌1986年の国民議会選挙に出馬した。結果、DUPは第二党となったが、ミルガニーは新たな元首職である最高評議会議長に就任することとなった。

## 最高評議会議長
1986年5月6日、ミルガニーは最高評議会議長に就任した。
ミルガニーの就任時、スーダン国内では第二次スーダン内戦が勃発しており、多数の死者を出していた。そこで1988年、エチオピアの首都・アディスアベバにてスーダン人民解放軍との和平協定を結んだ。しかし、イスラム教の原理に反するという声も出た。
また、スーダンの良好な国際関係を造り直すために経済政策などといった、ヌメイリ政権からの再生に関する政策を行った。

### クーデター
だが、そんな民主政権もそう長くは続かず、1989年にオマル・アル＝バシール准将を中心としたクーデターが発生し、わずか3年に及んだミルガニー政権は崩壊した。その後バシールは権力を掌握し、1993年に正式に大統領に就任した。バシール政権はこの後約30年にも渡る独裁政権を敷き、スーダンはテロ支援国家に認定された。
一方、ミルガニーはエジプトに亡命した。ちなみに、このミルガニー政権は2024年現在、スーダン史上自由選挙で選ばれた最後の政権とされている。

## 退任後
2001年11月8日、エジプトでの12年の亡命生活を経てスーダンに帰国した。最晩年である2008年にはダルフール紛争解決のために多くの活動に参加し、スーダン解放軍などとの会談も行った。だが、体調不良のため会議に出席できないということもあった。
2008年11月2日、エジプトのアレクサンドリアにて66歳で亡くなった。所属政党であった統一民主党 (DUP)の党首によれば、ミルガニーは健康診断を受けた後に療養のため、エジプトに戻ったという。遺体は民間のチャーター機で首都ハルツームに運ばれ、オマル・アル＝バシール大統領も追悼した。葬儀には政治家を含む多くの民間人が参加した。